# Alexios II av Trapezunt
Alexios II av Trabzon, född 1282, död 3 maj 1330, var regerande kejsare av Trabzon från 1297 till 1330.